# Simulium kariyai
Simulium kariyai är en tvåvingeart som först beskrevs av Takahasi 1940.  Simulium kariyai ingår i släktet Simulium och familjen knott. Inga underarter finns listade i Catalogue of Life.